# Парламентские выборы в Испании (1864)
Парламентские выборы 1864 года в Испании состоялись 22 ноября. Выборы состоялись на фоне затянувшегося на 12 лет «кризиса модерантизма» (исп. crisis del moderantismo, 1856—1868), периода в истории Испании закончившегося свержением королевы Изабеллы II.

## Предыстория
Выборы проходили на фоне войны за восстановление Доминиканской Республики, которая шла неудачно для Испании. 1 марта 1864 года новым председателем Совета министров Испании стал один из лидеров Либерального союза Алехандро Мон Менендес, но уже 16 сентября его сменил глава Умеренной партии Рамон Мария Нарваэс.
Прогрессистская партия вновь, как и двумя годами ранее, отказалась от участия в выборах.

## Избирательная система
Выборы проходили в соответствии с конституцией 1845 года, которая ввела цензусное избирательное право для мужчин.

## Результаты
Выборы выиграла Умеренная партия во главе с Рамоном Марией Нарваэсом.

## После выборов
Первая сессия новых Кортесов началась 22 декабря 1864 года. Председателем парламента 192 голосами из 258 был избран Алехандро де Кастро Касаль, представлявший «модератос». 20 февраля 1865 года его временно сменил Мартин Белда и Менсиа дель Барро, маркиз де Кабра.. 7 марта 1865 года новым председателем Конгресса стал Фернандо Альварес Мартинес, за которого проголосовали 150 депутатов 251. Кортесы, избранные в 1864 году, проработали до 12 июля 1865 года
21 июня 1865 года испанское правительство возглавил Леопольдо О’Доннелл (Либеральный союз). Власть перешла в руки либералов и 11 июля 1865 года королева Изабелла II подписала указ о роспуске парламента. Новые выборы состоялись 1 декабря 1865 года.